# Groene geelsnavelmalkoha
De groene geelsnavelmalkoha (Ceuthmochares australis) is een vogel uit de familie Cuculidae (koekoeken).

## Verspreiding en leefgebied
Deze soort komt voor van Ethiopië en Somalië tot Mozambique en Zuid-Afrika.